# Unione Calcio Sampdoria 2022-2023 (femminile)
Questa voce raccoglie le informazioni riguardanti la squadra femminile dell'Unione Calcio Sampdoria nelle competizioni ufficiali della stagione 2022-2023.

## Stagione
Quella del 2022-2023 è la seconda stagione in Serie A femminile della Sampdoria, prima stagione a carattere professionistico nella storia della Serie A. Alla guida tecnica è stato confermato Antonio Cincotta. Sebbene a inizio stagione fosse stato indicato lo stadio Luigi Ferraris a Genova come campo da gioco per le partite casalinghe, sin dall'inizio è stato utilizzato il campo sportivo Tre Campanili a Bogliasco; a metà stagione è stato ufficializzato il cambio del campo da gioco. L'11 dicembre 2022 la partita casalinga contro il Como, valevole per la dodicesima giornata di campionato, è stata disputata allo stadio Luigi Ferraris, prima volta assoluta della squadra femminile della Sampdoria nel principale stadio genovese, partita disputata davanti a circa 1 000 spettatori.
La squadra ha concluso al decimo e ultimo posto la prima fase del campionato, dopo aver subito dieci sconfitte di fila, accedendo alla poule salvezza. Il 28 febbraio 2023, subito dopo la conclusione della prima fase, l'allenatore Antonio Cincotta è stato esonerato e il suo posto è stato affidato a Salvatore Mango. Grazie a due vittorie consecutive nelle ultime due giornate della poule salvezza e soprattutto con la vittoria in trasferta contro il Pomigliano all'ultima giornata, la squadra ha raggiunto la salvezza diretta senza passare dallo spareggio promozione-retrocessione.
In Coppa Italia la squadra è arrivata ai quarti di finale. Dopo aver concluso il girone A del turno preliminare in testa davanti a Ravenna e San Marino, è stata eliminata ai quarti di finale, dopo aver perso il doppio confronto contro l'Inter: dopo aver perso l'andata in casa per 2-3, ha vinto il ritorno in trasferta per 4-3 dopo i tempi supplementari, ma ha perso ai tiri di rigore, venendo così eliminata.

## Divise e sponsor
| Casa | Trasferta | Terza divisa |

## Organigramma societario
Area organizzativa
- Responsabile Sampdoria Women: Marco Palmieri
- Segretaria Sampdoria Women: Marcella Ghilardi

Area tecnica
- Allenatore: Antonio Cincotta, dal 28 febbraio 2023 Salvatore Mango

## Rosa
Rosa e numeri come da sito ufficiale.
| N. |                     | Ruolo | Calciatrice             |
| -- | ------------------- | ----- | ----------------------- |
| 1  | Italia (bandiera)   | P     | Amanda Tampieri         |
| 2  | Italia (bandiera)   | D     | Vanessa Panzeri         |
| 3  | Italia (bandiera)   | D     | Chiara Marenco          |
| 4  | Italia (bandiera)   | A     | Agnese Bonfantini       |
| 5  | Italia (bandiera)   | D     | Giorgia Spinelli        |
| 7  | Slovenia (bandiera) | C     | Dominika Čonč           |
| 8  | Malta (bandiera)    | C     | Rachel Cuschieri        |
| 9  | Italia (bandiera)   | A     | Giada Lopez             |
| 10 | Colombia (bandiera) | C     | Yoreli Rincón           |
| 11 | Italia (bandiera)   | C     | Siria Mailia            |
| 12 | Norvegia (bandiera) | P     | Kirvil Odden Sundsfjord |
| 13 | Marocco (bandiera)  | C     | Sabah Seghir            |
| 14 | Italia (bandiera)   | D     | Aurora De Rita          |
| 15 | Italia (bandiera)   | D     | Elena Battistini        |
| 17 | Ucraina (bandiera)  | C     | Marija Taleb            |
| 19 | Panama (bandiera)   | A     | Lineth Cedeño           |

| N. |                    | Ruolo | Calciatrice                 |
| -- | ------------------ | ----- | --------------------------- |
| 20 | Italia (bandiera)  | C     | Alice Regazzoli             |
| 21 | Italia (bandiera)  | C     | Cecilia Re                  |
| 22 | Italia (bandiera)  | D     | Elisabetta Oliviero         |
| 23 | Italia (bandiera)  | D     | Elena Pisani                |
| 24 | Italia (bandiera)  | A     | Sara Baldi                  |
| 27 | Italia (bandiera)  | A     | Stefania Tarenzi (capitano) |
| 28 | Italia (bandiera)  | D     | Nicole Lazzeri              |
| 29 | Francia (bandiera) | A     | Kelly Gago                  |
| 36 | Italia (bandiera)  | P     | Valentina Soggiu            |
| 37 | Italia (bandiera)  | C     | Cecilia Prugna              |
| 40 | Italia (bandiera)  | C     | Bianca Fallico              |
| 44 | Italia (bandiera)  | D     | Tecla Pettenuzzo            |
| 67 | Italia (bandiera)  | D     | Michela Giordano            |
| 77 | Italia (bandiera)  | P     | Francesca Fabiano           |
| 99 | Italia (bandiera)  | P     | Emma Brunelli               |

## Calciomercato

### Sessione estiva
| Acquisti | Acquisti                | Acquisti      | Acquisti         |
| R.       | Nome                    | da            | Modalità         |
| -------- | ----------------------- | ------------- | ---------------- |
| P        | Francesca Fabiano       | Empoli        | definitivo       |
| P        | Kirvil Odden Sundsfjord | Lyn           | definitivo       |
| P        | Valentina Soggiu        | Juventus      | rinnovo prestito |
| D        | Elena Battistini        | Roma          | in prestito      |
| D        | Aurora De Rita          | Empoli        | definitivo       |
| D        | Michela Giordano        | Juventus      | rinnovo prestito |
| D        | Elisabetta Oliviero     | Empoli        | definitivo       |
| D        | Vanessa Panzeri         | Juventus      | definitivo       |
| D        | Tecla Pettenuzzo        | Roma          | in prestito      |
| C        | Sara Baldi              | Fiorentina    | in prestito      |
| C        | Kristin Carrer          | Torres        | fine prestito    |
| C        | Rachel Cuschieri        | Lazio         | definitivo       |
| C        | Maria Letizia Musolino  | Cesena        | fine prestito    |
| C        | Cecilia Prugna          | Roma          | in prestito      |
| C        | Alice Regazzoli         | Inter         | in prestito      |
| C        | Marija Taleb            |               | definitivo       |
| A        | Lineth Cedeño           | Verona        | definitivo       |
| A        | Kelly Gago              | Saint-Étienne | definitivo       |

| Cessioni | Cessioni               | Cessioni        | Cessioni      |
| R.       | Nome                   | a               | Modalità      |
| -------- | ---------------------- | --------------- | ------------- |
| P        | Isabel Ortiz           |                 | svincolata    |
| D        | Anna Auvinen           |                 | svincolata    |
| D        | Paola Boglioni         | ChievoVerona FM | definitivo    |
| D        | Giulia Bursi           |                 | svincolata    |
| D        | Valeria Gardel         |                 | svincolata    |
| D        | Michela Giordano       | Juventus        | fine prestito |
| D        | Debora Novellino       | Pomigliano      | definitivo    |
| D        | Federica Rizza         | Milan           | fine prestito |
| C        | Veronica Battelani     |                 | svincolata    |
| C        | Kristin Carrer         | Ravenna         | [ 26 ]        |
| C        | Maria Letizia Musolino |                 | svincolata    |
| C        | Florin Wagner          |                 | svincolata    |
| A        | Caterina Bargi         | Genoa           | definitivo    |
| A        | Alice Berti            | Juventus        | fine prestito |
| A        | Emelie Helmvall        |                 | svincolata    |
| A        | Ana Lucía Martínez     | Pomigliano      | definitivo    |
| A        | Melania Martinovic     | Parma           | definitivo    |

### Sessione invernale
| Acquisti | Acquisti          | Acquisti | Acquisti |
| R.       | Nome              | da       | Modalità |
| -------- | ----------------- | -------- | -------- |
| A        | Agnese Bonfantini | Juventus | prestito |

| Cessioni | Cessioni       | Cessioni   | Cessioni    |
| R.       | Nome           | a          | Modalità    |
| -------- | -------------- | ---------- | ----------- |
| D        | Chiara Marenco | San Marino | in prestito |
| C        | Sabah Seghir   | Napoli     | in prestito |
| C        | Marija Taleb   | Tavagnacco | in prestito |

### Operazioni successive alla sessione invernale
| Acquisti | Acquisti | Acquisti | Acquisti |
| R.       | Nome     | da       | Modalità |
| -------- | -------- | -------- | -------- |

| Cessioni | Cessioni      | Cessioni | Cessioni   |
| R.       | Nome          | a        | Modalità   |
| -------- | ------------- | -------- | ---------- |
| A        | Lineth Cedeño |          | svincolata |

## Risultati

### Serie A

#### Prima fase

##### Girone di andata
| Arbitro: | Kumara (Verona) |

|              |           |               |
| Clelland 20’ | Marcatori | 68’, 82’ Gago |

| Arbitro: | Di Graci (Como) |

|                                |           |          |
| Spinelli 25’ Rincón 69’ (rig.) | Marcatori | 10’ Taty |

| Arbitro: | Costanza (Agrigento) |

|  |           |              |
|  | Marcatori | 90+3’ Rincón |

| Arbitro: | Crezzini (Siena) |

|  |           |                                 |
|  | Marcatori | 62’ (rig.) Bonetti 63’ Chawinga |

| Arbitro: | Saia (Palermo) |

|                 |           |          |
| Asllani 7’, 48’ | Marcatori | 3’ Baldi |

| Arbitro: | Fiero (Pistoia) |

|  |           |                                          |
|  | Marcatori | 40’, 77’ Nildén 44’ Bonansea 81’ Cantore |

| Arbitro: | Di Marco (Ciampino) |

|                           |           |          |
| Boquete 71’ Mijatović 72’ | Marcatori | 14’ Gago |

| Bogliasco 30 ottobre 2022, ore 14:30 CET 8ª giornata | Sampdoria        | 0 – 0 referto referto 2 | Parma | Campo sportivo Tre Campanili\| Arbitro: \| Restaldo (Ivrea) \| |
| Arbitro:                                             | Restaldo (Ivrea) |                         |       |                                                                |

| Arbitro: | Catanoso (Reggio Calabria) |

|                        |           |  |
| Giugliano 42’ Haug 83’ | Marcatori |  |

##### Girone di ritorno
| Arbitro: | Gangi (Enna) |

|  |           |                               |
|  | Marcatori | 21’ Goldoni 55’ Monterubbiano |

| Arbitro: | Giaccaglia (Jesi) |

|                      |           |  |
| Battelani 84’ (rig.) | Marcatori |  |

| Arbitro: | Bordin (Bassano del Grappa) |

|  |           |               |
|  | Marcatori | 26’ Karlernäs |

| Arbitro: | Djurdjevic (Trieste) |

|                                                       |           |  |
| Polli 30’ Karchouni 44’ Chawinga 49’ Robustellini 67’ | Marcatori |  |

| Arbitro: | Ancora (Roma 1) |

|  |           |                                               |
|  | Marcatori | 5’ Mesjasz 34’ (rig.) Asllani 88’ Bergamaschi |

| Arbitro: | Gianquinto (Parma) |

|                                             |           |  |
| Girelli 2’, 55’, 64’ Cantore 18’ Caruso 62’ | Marcatori |  |

| Arbitro: | Ceriello (Chiari) |

|                |           |                                            |
| Pettenuzzo 57’ | Marcatori | 29’, 32’ Longo 81’ Hammarlund 88’ Zamanian |

| Arbitro: | Perri (Roma 1) |

|                              |           |                       |
| Lázaro 12’, 48’ Farrelly 35’ | Marcatori | 83’ (rig.) Bonfantini |

| Arbitro: | Maccarini (Arezzo) |

|  |           |             |
|  | Marcatori | 85’ Kramžar |

#### Poule salvezza

##### Girone di andata
| Arbitro: | Panettella (Bari) |

|                                   |           |  |
| Jane 6’ Sabatino 23’ Clelland 49’ | Marcatori |  |

| Arbitro: | Virgilio (Trapani) |

|                |           |           |
| Bonfantini 41’ | Marcatori | 52’ Pavan |

| 1º-2 aprile 2023 3ª giornata |  | – Turno di riposo |  |  |

| Arbitro: | Sfira (Pordenone) |

|            |           |                |
| Bardin 14’ | Marcatori | 36’ Bonfantini |

| Arbitro: | Cavaliere (Paola) |

|                                                     |           |              |
| Passeri 4’ (aut.), 45’ (aut.) Bonfantini 48’ Re 79’ | Marcatori | 39’ Martínez |

##### Girone di ritorno
| Arbitro: | Mirabella (Napoli) |

|  |           |                   |
|  | Marcatori | 84’, 86’ Clelland |

| Arbitro: | Cherchi (Carbonia) |

|                                         |           |                         |
| Linberg 11’ (rig.) Karlernäs 82’ (rig.) | Marcatori | 45+1’ (rig.) Bonfantini |

| 13-14 maggio 2023 8ª giornata |  | – Turno di riposo |  |  |

| Arbitro: | Scatena (Avezzano) |

|                                                  |           |  |
| Cox 32’ (aut.) Bonfantini 42’ (rig.) Tarenzi 67’ | Marcatori |  |

| Arbitro: | Centi (Terni) |

|                          |           |                                               |
| Bragonzi 71’ Corelli 85’ | Marcatori | 33’, 43’ Tarenzi 40’ De Rita 90+5’ Bonfantini |

### Coppa Italia

#### Gironi eliminatori
| Arbitro: | Curia (Ascoli Piceno) |

|          |           |                     |
| Domi 85’ | Marcatori | 6’ Cedeño 9’ Seghir |

| Arbitro: | Zoppi (Firenze) |

|  |           |                             |
|  | Marcatori | 27’ Pisani 69’ Baldi 80’ Re |

#### Fase a eliminazione diretta
| Arbitro: | Bianchi (Prato) |

|                          |           |                                     |
| Pisani 64’ Fallico 90+1’ | Marcatori | 10’ Nchout 20’ Chawinga 37’ Bonetti |

| Arbitro: | Angelucci (Foligno) |

|                                                      |                      |                                                     |
| Polli 5’ Chawinga 10’ Nchout 23’                     | Marcatori            | 49’ Regazzoli 52’ Prugna 68’ Tarenzi 73’ Bonfantini |
| Polli van der Gragt Nchout Thøgersen Pandini Mihashi | Tiri di rigore 5 – 4 | Tarenzi Bonfantini Prugna Cuschieri Re Čonč         |

## Statistiche

### Statistiche di squadra
| Competizione | Punti | In casa | In casa | In casa | In casa | In casa | In casa | In trasferta | In trasferta | In trasferta | In trasferta | In trasferta | In trasferta | Totale | Totale | Totale | Totale | Totale | Totale | DR  |
| Competizione | Punti | G       | V       | N       | P       | Gf      | Gs      | G            | V            | N            | P            | Gf           | Gs           | G      | V      | N      | P      | Gf     | Gs     | DR  |
| ------------ | ----- | ------- | ------- | ------- | ------- | ------- | ------- | ------------ | ------------ | ------------ | ------------ | ------------ | ------------ | ------ | ------ | ------ | ------ | ------ | ------ | --- |
| Serie A      | 21    | 13      | 3       | 2       | 8       | 11      | 22      | 13           | 3            | 1            | 9            | 12           | 28           | 26     | 6      | 3      | 17     | 23     | 50     | -27 |
| Coppa Italia | -     | 1       | 0       | 0       | 1       | 2       | 3       | 3            | 3            | 0            | 0            | 9            | 4            | 4      | 3      | 0      | 1      | 11     | 7      | +4  |
| Totale       | -     | 14      | 3       | 2       | 9       | 13      | 25      | 16           | 6            | 1            | 9            | 21           | 32           | 30     | 9      | 3      | 18     | 34     | 57     | -23 |

### Andamento in campionato
| Giornata  | 1 | 2 | 3 | 4 | 5 | 6 | 7 | 8 | 9 | 10 | 11 | 12 | 13 | 14 | 15 | 16 | 17 | 18 | 19 | 20 | 21 | 22 | 23 | 24 | 25 | 26 | 27 | 28 |
| --------- | - | - | - | - | - | - | - | - | - | -- | -- | -- | -- | -- | -- | -- | -- | -- | -- | -- | -- | -- | -- | -- | -- | -- | -- | -- |
| Luogo     | T | C | T | C | T | C | T | C | T | C  | T  | C  | T  | C  | T  | C  | T  | C  | T  | C  | R  | T  | C  | C  | T  | R  | C  | T  |
| Risultato | V | V | V | P | P | P | P | N | P | P  | P  | P  | P  | P  | P  | P  | P  | P  | P  | N  | -  | N  | V  | P  | P  | -  | V  | V  |
| Posizione | 1 | 1 | 1 | 2 | 5 | 5 | 6 | 6 | 6 | 6  | 6  | 6  | 8  | 9  | 9  | 9  | 10 | 10 | 10 | 10 | 10 | 10 | 9  | 9  | 9  | 9  | 9  | 8  |

Legenda:

Luogo: C = Casa; T = Trasferta. Risultato: V = Vittoria; N = Pareggio; P = Sconfitta.

### Statistiche delle giocatrici
| Giocatore     | Serie A  | Serie A | Serie A     | Serie A    | Coppa Italia | Coppa Italia | Coppa Italia | Coppa Italia | Totale   | Totale | Totale      | Totale     |
| Giocatore     | Presenze | Reti    | Ammonizioni | Espulsioni | Presenze     | Reti         | Ammonizioni  | Espulsioni   | Presenze | Reti   | Ammonizioni | Espulsioni |
| ------------- | -------- | ------- | ----------- | ---------- | ------------ | ------------ | ------------ | ------------ | -------- | ------ | ----------- | ---------- |
| S. Baldi      | 17       | 1       | 0           | 1          | 1            | 1            | 0            | 0            | 18       | 2      | 0           | 1          |
| E. Battistini | 8        | 0       | 0           | 0          | 4            | 0            | 0            | 0            | 12       | 0      | 0           | 0          |
| A. Bonfantini | 11       | 7       | 3           | 0          | 1            | 1            | 0            | 0            | 12       | 8      | 3           | 0          |
| E. Brunelli   | 0        | 0       | 0           | 0          | 0            | 0            | 0            | 0            | 0        | 0      | 0           | 0          |
| L. Cedeño     | 13       | 0       | 1           | 0          | 2            | 1            | 0            | 0            | 15       | 1      | 1           | 0          |
| D. Čonč       | 19       | 0       | 2           | 0          | 3            | 0            | 0            | 0            | 22       | 0      | 2           | 0          |
| R. Cuschieri  | 22       | 0       | 2           | 0          | 4            | 0            | 0            | 0            | 26       | 0      | 2           | 0          |
| A. De Rita    | 21       | 1       | 2           | 0          | 4            | 0            | 0            | 0            | 25       | 1      | 2           | 0          |
| F. Fabiano    | 0        | 0       | 0           | 0          | 4            | -5           | 0            | 0            | 4        | -5     | 0           | 0          |
| B. Fallico    | 15       | 0       | 2           | 0          | 3            | 1            | 0            | 0            | 18       | 1      | 2           | 0          |
| K. Gago       | 15       | 3       | 3           | 0          | 2            | 0            | 0            | 0            | 17       | 3      | 3           | 0          |
| M. Giordano   | 25       | 0       | 1           | 0          | 2            | 0            | 0            | 0            | 27       | 0      | 1           | 0          |
| N. Lazzeri    | 1        | 0       | 0           | 0          | 2            | 0            | 0            | 0            | 3        | 0      | 0           | 0          |
| G. Lopez      | 5        | 0       | 0           | 0          | 2            | 0            | 0            | 0            | 7        | 0      | 0           | 0          |
| S. Mailia     | 1        | 0       | 0           | 0          | 2            | 0            | 0            | 0            | 3        | 0      | 0           | 0          |
| C. Marenco    | -        | -       | -           | -          | 1            | 0            | 0            | 0            | 1        | 0      | 0           | 0          |
| K. Odden      | 5        | -18     | 0           | 0          | 1            | 0            | 0            | 0            | 6        | -18    | 0           | 0          |
| E. Oliviero   | 25       | 0       | 6           | 0          | 3            | 0            | 0            | 0            | 28       | 0      | 6           | 0          |
| V. Panzeri    | 15       | 0       | 0           | 0          | 4            | 0            | 0            | 0            | 19       | 0      | 0           | 0          |
| T. Pettenuzzo | 19       | 1       | 9           | 0          | 3            | 0            | 0            | 0            | 22       | 1      | 9           | 0          |
| E. Pisani     | 18       | 0       | 5           | 0          | 2            | 2            | 0            | 0            | 20       | 2      | 5           | 0          |
| C. Prugna     | 13       | 0       | 2           | 0          | 2            | 1            | 0            | 0            | 15       | 1      | 2           | 0          |
| C. Re         | 26       | 1       | 4           | 0          | 3            | 1            | 0            | 0            | 29       | 2      | 4           | 0          |
| A. Regazzoli  | 21       | 0       | 1           | 0          | 2            | 1            | 0            | 0            | 23       | 1      | 1           | 0          |
| Y. Rincón     | 18       | 2       | 1           | 0          | 1            | 0            | 0            | 0            | 19       | 2      | 1           | 0          |
| S. Seghir     | 11       | 0       | 1           | 0          | 2            | 1            | 0            | 0            | 13       | 1      | 1           | 0          |
| V. Soggiu     | -        | -       | -           | -          | -            | -            | -            | -            | -        | -      | -           | -          |
| G. Spinelli   | 17       | 1       | 4           | 1          | 1            | 0            | 0            | 0            | 18       | 1      | 4           | 1          |
| M. Taleb      | 0        | 0       | 0           | 0          | 1            | 0            | 0            | 0            | 1        | 0      | 0           | 0          |
| A. Tampieri   | 21       | -32     | 2           | 0          | -            | -            | -            | -            | 21       | -32    | 2           | 0          |
| S. Tarenzi    | 21       | 3       | 1           | 0          | 2            | 1            | 0            | 0            | 23       | 4      | 1           | 0          |